# 6Q0B44E

Chaotische Umlaufbahn von 6Q0B44E im Erde-Mond-System

6Q0B44E, manchmal auch als B44E abgekürzt, ist ein kleines Objekt, wahrscheinlich Weltraumschrott, das die Erde außerhalb der Umlaufbahn des Mondes umkreist.

## Entdeckung
6Q0B44E wurde erstmals am 28. August 2006 von Forschern des Catalina Sky Survey am Lunar and Planetary Laboratory der University of Arizona beobachtet. Die Sichtung wurde am nächsten Tag durch Beobachtungen am Siding Spring Survey und am Table Mountain Observatory bestätigt.

## Beobachtungen
6Q0B44E wurde im später berechneten hellsten Teil seiner Umlaufbahn mit einer scheinbaren Helligkeit von 19 mag gesichtet. Als sich das Objekt von der Erde entfernte, sank seine scheinbare Helligkeit in einem etwa sechsmonatigen Zyklus auf 28 mag, was die Untersuchung erheblich erschwerte.
Das Objekt wurde in den sieben Monaten nach seiner Entdeckung 56 Mal beobachtet, ging jedoch im März 2007 verloren. Die Beobachtungen reichten aus, um Bahndaten voraus- und bis 2004 zurückrechnen zu können (s. animierte Grafik). Ein weiterer unbekannter Erdsatellit, XL8D89E, wurde im Juni 2016 auf einer ähnlichen – aber nicht identischen – Umlaufbahn entdeckt. Nach wissenschaftlichen Erkenntnissen, die im November 2018 und vertiefend 2019 veröffentlicht wurden, ist es wahrscheinlich, wenn auch unbewiesen, dass es sich bei 6Q0B44E und XL8D89E um dasselbe Objekt handelt, wobei sich die Umlaufbahn im dazwischenliegenden Jahrzehnt durch nichtgravitative Beschleunigungen (z. B. langsames Entweichen von Gas) verschoben hat.

## Eigenschaften
Das Objekt hat einen Durchmesser von nur wenigen Metern und wurde als „wahrscheinlich künstlich“ eingestuft. 6Q0B44E (und XL8D89E) umkreist die Erde in einem Zeitraum von 80 Tagen in einem Abstand zwischen 585.000 und 983.000 Kilometern, was dem Zwei- bis Dreifachen der Entfernung der Mondumlaufbahn entspricht. Seine Dichte wurde auf etwa 15 kg/m³ geschätzt, was zu niedrig für natürliches Gestein ist, aber einem leeren Kraftstofftank ähnelt.
Aus den Beobachtungen berechnete Ephemeriden legen nahe, dass 6Q0B44E wahrscheinlich zwischen 2001 und 2003 in das Erde-Mond-System eingetreten ist, möglicherweise auch bis zu einem Jahrzehnt früher. Ähnlichkeiten zwischen den Entdeckungen von 6Q0B44E und J002E3, von dem man annimmt, dass es Teil der Apollo-12-Rakete ist, veranlassten einige Astronomen zu Spekulationen, dass 6Q0B44E ein weiteres Relikt der menschlichen Weltraumforschung sein könnte, das in die Erdumlaufbahn zurückgekehrt ist. Es konnte jedoch bisher (Stand Juni 2024) keine Weltraummission als Quelle von 6Q0B44E identifiziert werden.